# Nucleus reticularis
Der Nucleus reticularis ist ein Kerngebiet im Thalamus des Zwischenhirns.
Er wird zu den sogenannten unspezifischen Kernen gezählt. Darunter fallen auch die intralaminaren Kerngruppen. Unspezifische Thalamuskerne haben keine spezifischen Efferenzen zur Großhirnrinde (Cortex) des Endhirns, so dass eine genaue Zuordnung zu einem bestimmten Großhirnrindenareal kaum möglich ist.
Eine genaue Zuordnung des Nucleus reticularis ist jedoch möglich mit Zentralnervensystem-Bereichen, die nicht im Großhirn liegen: So wird der Nucleus reticularis afferent von der Formatio reticularis im Hirnstamm hemmend gesteuert. Efferent projiziert er mit GABA hemmend zu den verschiedenen „spezifischen“ Thalamuskernen. Das aufsteigende retikuläre Aktivierungssystem (ARAS) der Formatio reticularis führt durch eine ungerichtete Hemmung des Nucleus reticularis zu einer Enthemmung der spezifischen Thalamuskerne, wodurch diese mit ihren erregenden Efferenzen den Kortex aktivieren. Dadurch kommt dem Nucleus reticularis eine herausragende Rolle bei der Regulation bei der gerichteten Aufmerksamkeit und bei der Steuerung von Schlaf- und Wachzustand bei. Das heißt, eine Aktivität des Nucleus reticularis wirkt in Richtung Schlafzustand. Es wird angenommen, dass er das Gehirn vor äußeren Sinneseindrücken abschirmt, um einen erholsamen Schlaf zu gewährleisten.
Der Nucleus reticularis ist am Anfallsgeschehen epileptischer Anfälle, die mit kurzem Bewusstseinsverlust (Absencen) einhergehen, wesentlich beteiligt.